# Trifidnebulosan
Trifidnebulosan, eller Messier 20 (M20) även känd som NGC 6514 är en nebulosa i stjärnbilden Skytten. Mörka nebulosan B85 delar den i tre delar. Den upptäcktes av Charles Messier den 5 juni 1764. Objektet är en ovanlig kombination av en öppen stjärnhop, en emissionsnebulosa (en relativt tät, rödgul del), en reflektionsnebulosa (den huvudsakligen NNE blå delen) och en mörk nebulosa (de skenbara "luckorna" i den förstnämnda som orsakar det tredelade utseendet också betecknat Barnard 85). Sett genom ett litet teleskop är Trifidnebulosan ett ljust och märkligt objekt och är därmed en ständig favorit hos amatörastronomer.
Den mest massiva stjärnan som har bildats i denna region är HD 164492A, en O7.5 III-stjärna med en massa som är mer än 20 gånger solens massa. Denna stjärna är omgiven av en hop av ca 3100 unga stjärnor. 

## Egenskaper
Trifidnebulosan var föremål för en undersökning av astronomer som använde Hubbleteleskopet 1997 med hjälp av filter som isolerar emission från väteatomer, joniserade svavelatomer och dubbelt joniserade syreatomer. Bilderna kombinerades till en kompositbild med falska färger för att visa hur nebulosan kan se ut för ögat.
Närbilderna visar ett tätt moln av stoft och gas, som är en fantastisk plantskola full av embryonala stjärnor. Detta moln sträcker sig ca 8 ljusår bort från nebulosans centrala stjärna. En ca 0,75 ljusår lång stjärnstråle utgår från molnets huvud. Jetstrålens källa är en ung stjärna djupt inne i molnet. Jetstrålar är avgaserna från stjärnbildning och strålning från nebulosans centrala stjärna får jetstrålen att glöda.
Bilderna visade också en fingerliknande stam till höger om jetstrålen. Den pekar från huvudet på det täta molnet direkt mot stjärnan som driver Trifidnebulosan. Denna stam är ett framträdande exempel på avdunstning av gasformiga globuler, eller "EGGs". Stammen har överlevt eftersom spetsen är en knut av gas som är tillräckligt tät för att motstå att förgöras av den kraftfulla strålningen från stjärnan.
I januari 2005 upptäckte NASA:s rymdteleskop Spitzer 30 förstadier till stjärnor och 120 nyfödda stjärnor som inte observerats i bilder av synligt ljus.
Messier 20 är centrerad på ett avstånd av ca 4 100  ljusår från jorden. Dess skenbara magnitud är 6,3.

## Galleri

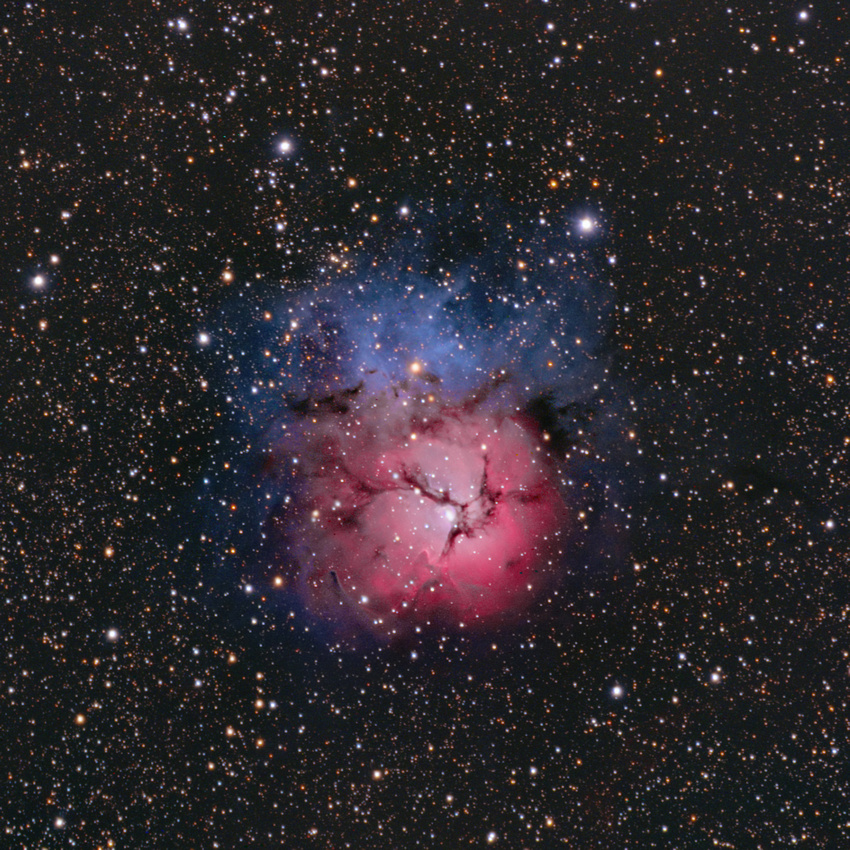
M20 med amatörteleskop
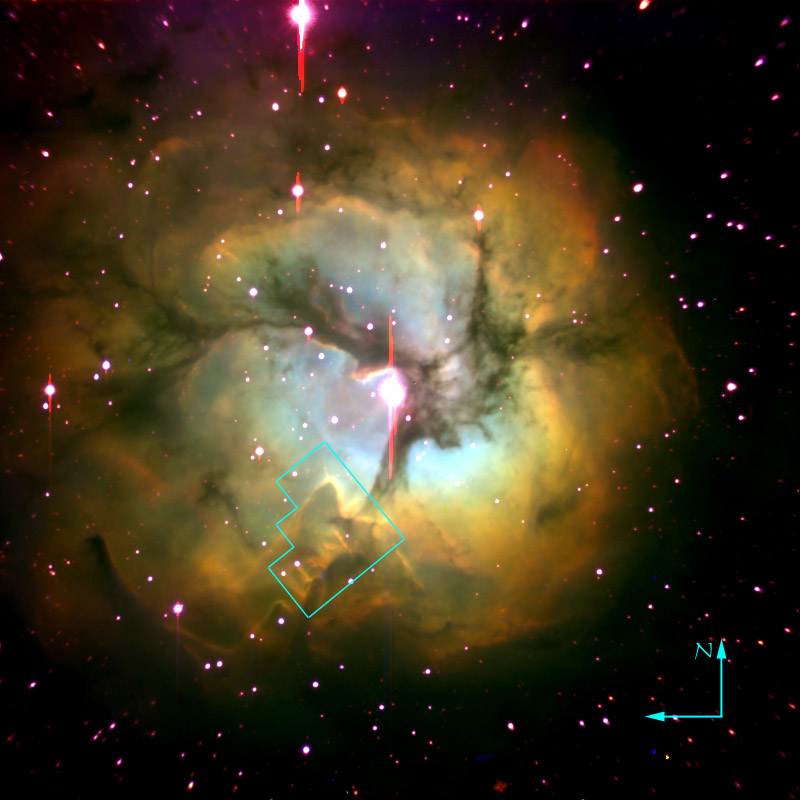
Trifidnebulosan. Det skisserade området är utvidgat högerut.
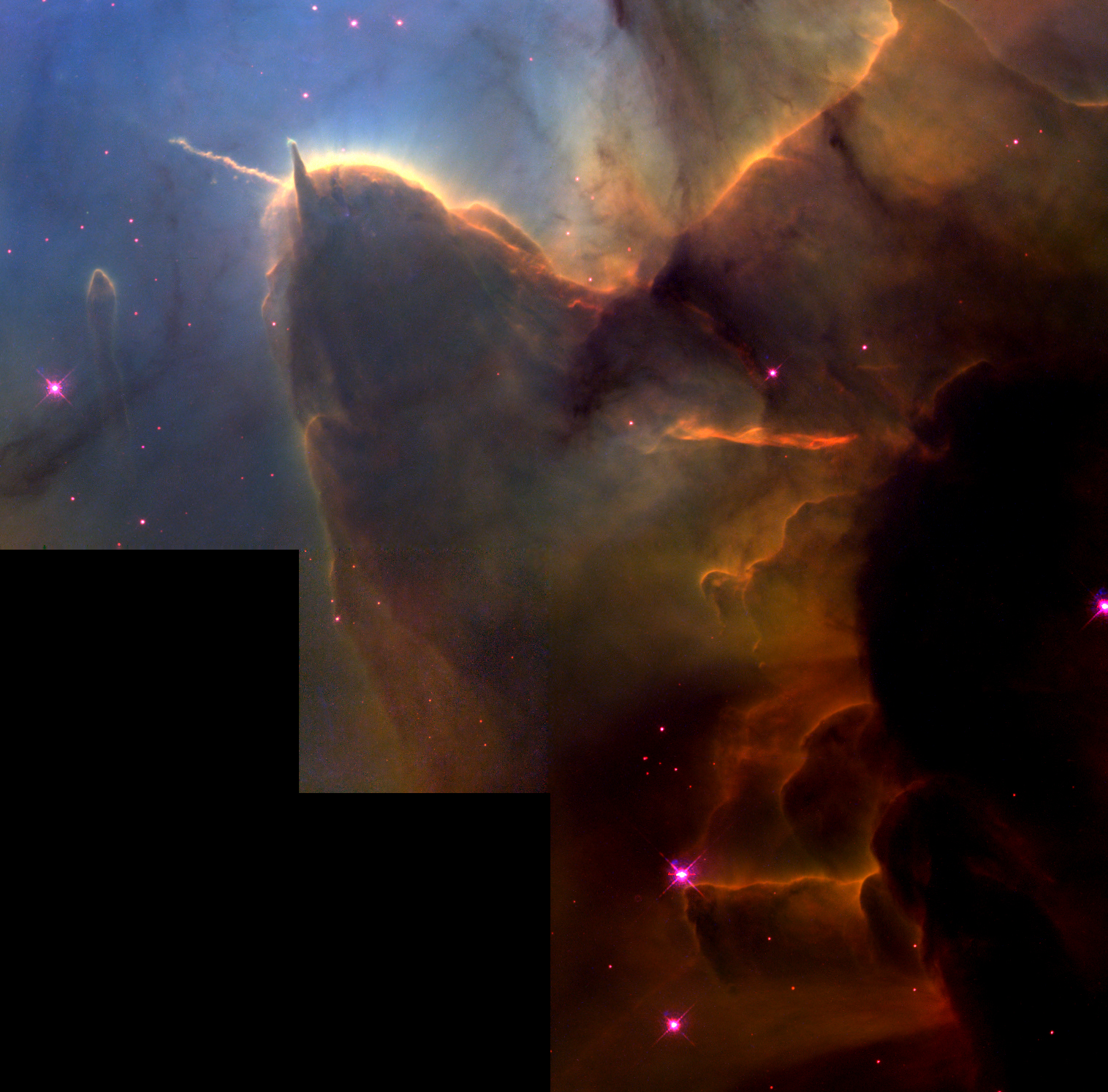
Hubblebild av en stjärnstråle i Trifidnebulosan.
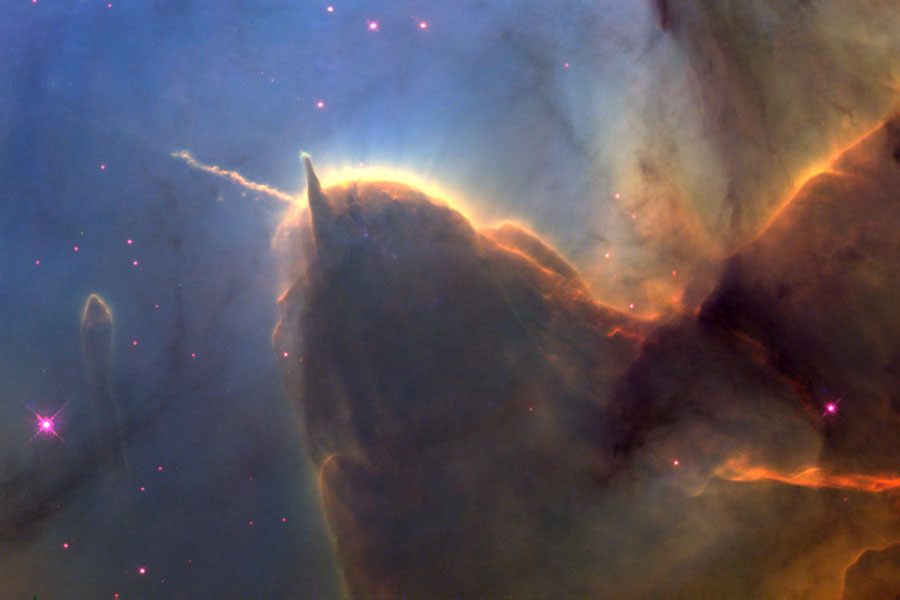
Hubblebild, en närmare detalj av föregående.
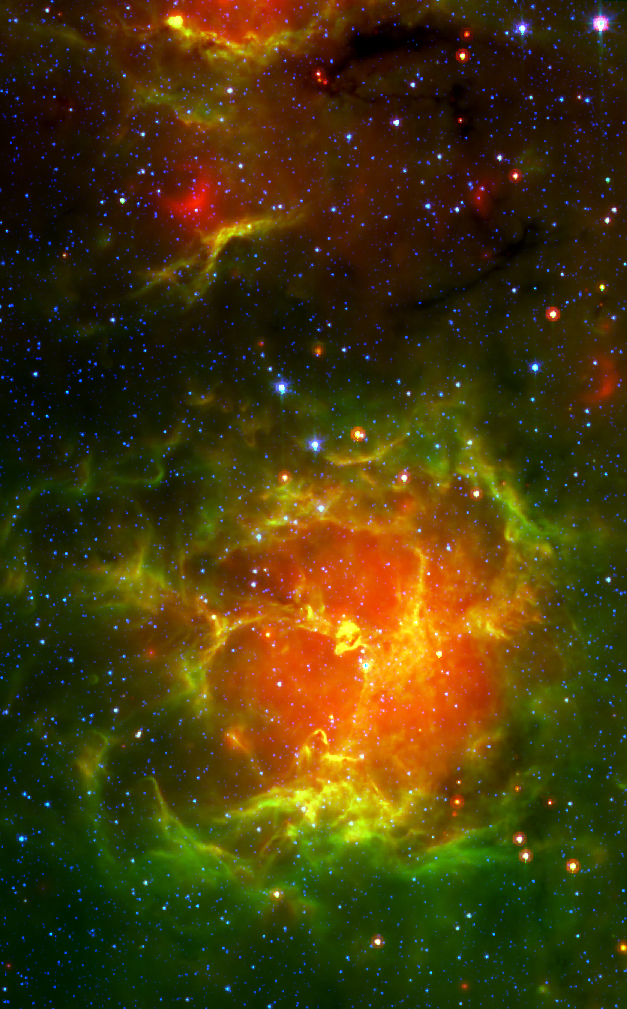
Trifidnebulosan i infrarött ljus fotograferad av Spitzerteleskopet. Dessa synliga färger visar ljus av 3,6, 8,0 och 24 mikron
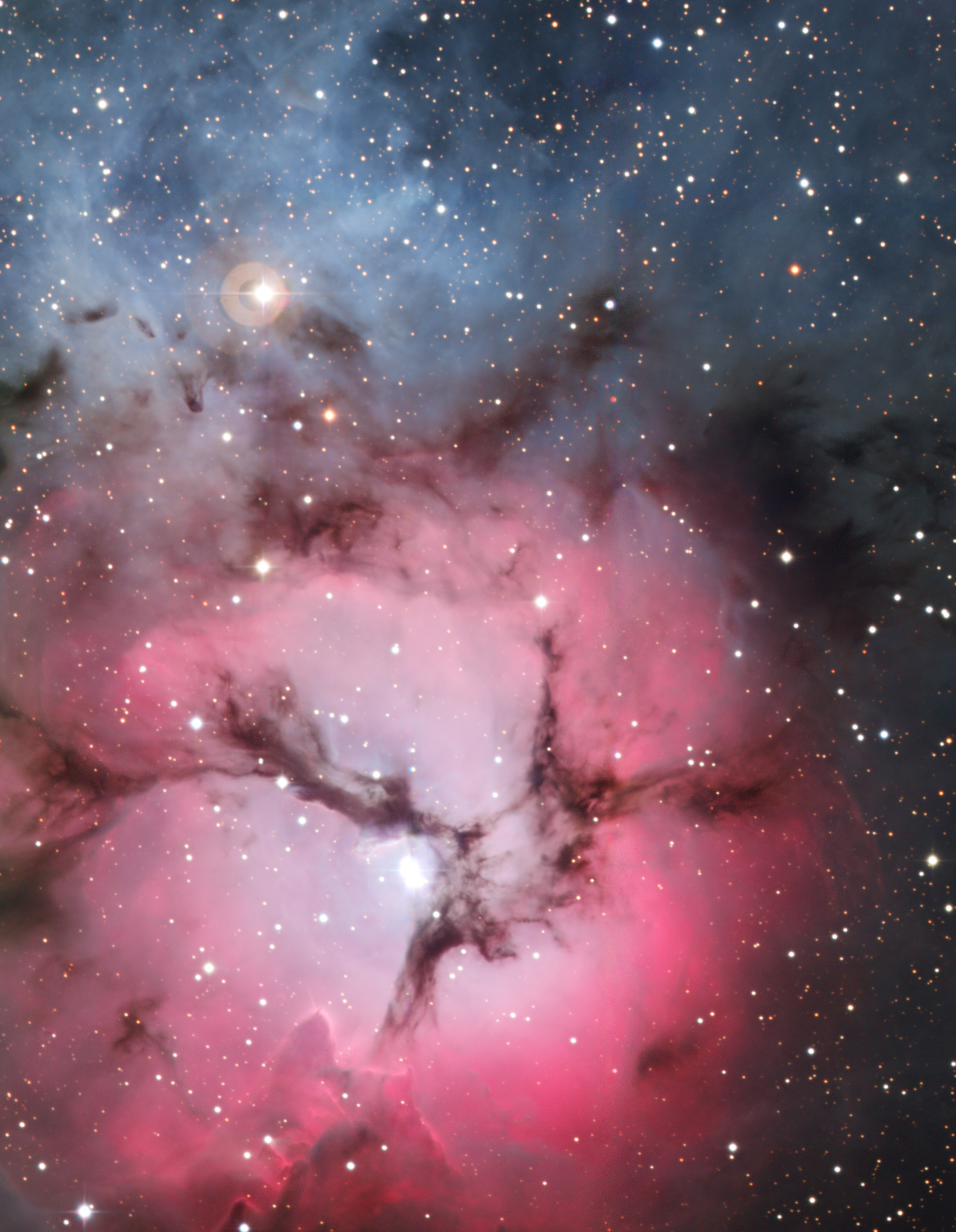
Trifidnebulosan är en sällsynt kombination av tre nebulosatyper som avslöjar en mängd av nybildade stjärnor och pekar på mer stjärnfödsel i framtiden.